# 佼成出版社
株式会社佼成出版社（こうせいしゅっぱんしゃ）は、東京都杉並区に本部を置く、立正佼成会の出版部。
立正佼成会関係の雑誌や書籍のほか、広く仏教関係の書籍、児童書、吹奏楽の楽譜などを刊行している。

## 沿革
- 1966年、立正佼成会出版部を改組して法人設立[2]。
- 2022年10月3日、仏教書に特化した電子書籍ECサイト「ちえうみ」をオープン。専用アプリでコンテンツを提供する[4]。

## 主な刊行物

### 庭野日敬の本
- 『新釈法華三部経』全10巻
- 『開祖随感』全11巻
- 『法華経の新しい解釈』全3冊
- 『現代語の法華経』全3冊
- 『庭野日敬平成法話集』全2冊

### シリーズ
- 『新アジア仏教史』全15巻
- 『構築された仏教思想』既刊10巻
- 「ひろさちや・祖師シリーズ」既刊11巻
- 「アーユスの森新書」

### 定期刊行物
- 『やくしん』 - 月刊
- 『ダーナ』 - 月刊

佼成会関係者以外にも、アルボムッレ・スマナサーラ、青山俊董、藤田一照など他宗派の僧侶の著書や岸本葉子、帯津良一、森政弘など僧侶以外の著書も出している。

## 所在地
東京都杉並区和田2-7-1